# Clavija rodekiana
Clavija rodekiana là một loài thực vật có hoa trong họ Anh thảo. Loài này được Linden & André mô tả khoa học đầu tiên năm 1874.